# Afrikanisierte Honigbiene

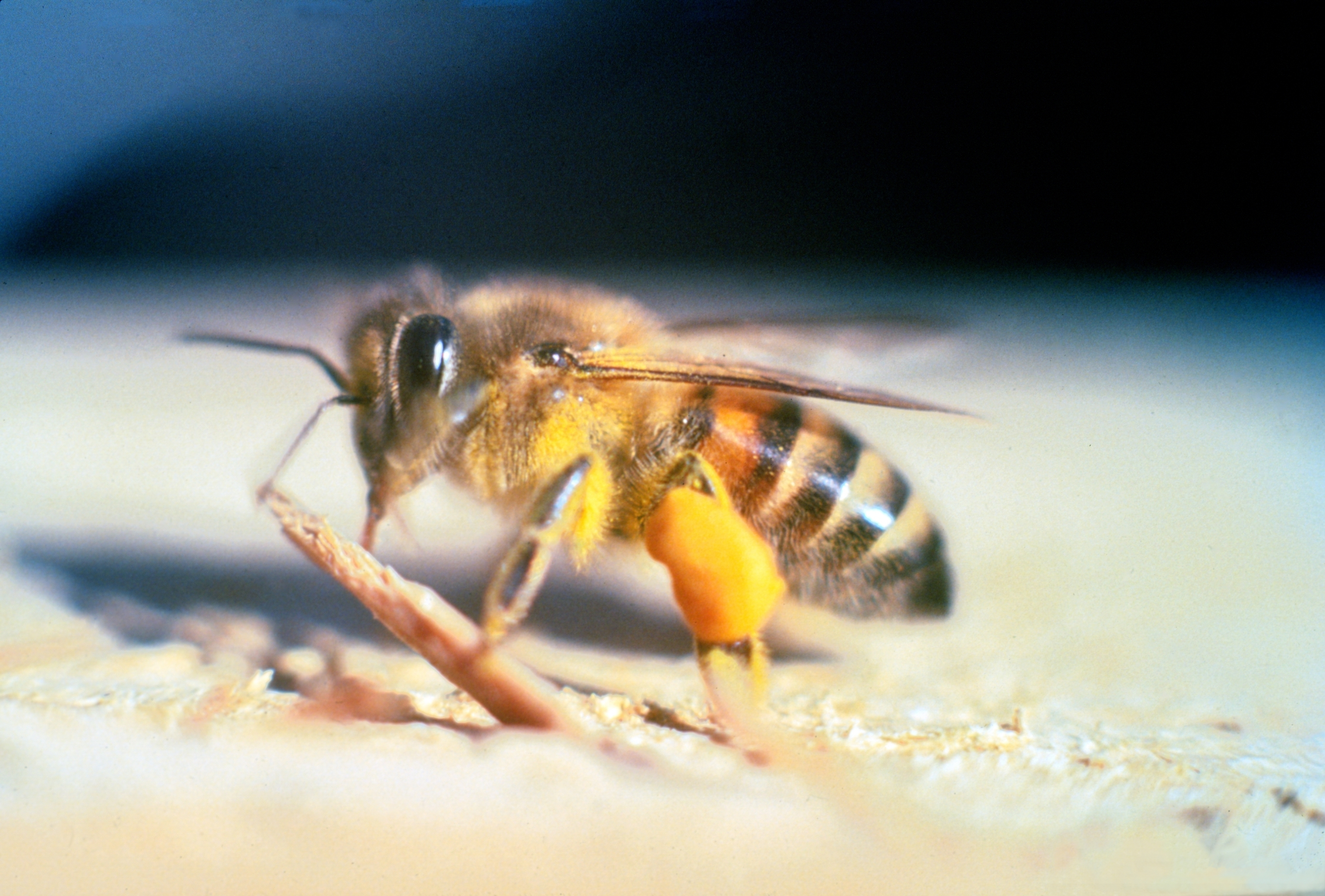
Afrikanisierte Honigbiene

Afrikanisierte amerikanische Honigbienen sind Honigbienen in den tropischen und subtropischen Zonen des amerikanischen Doppelkontinents. Die Hybride von Apis mellifera entstehen immer wieder durch die Vermischung (Kreuzung) imkerlich bewirtschafteter Bienenvölker mit gelegentlich zugesetzten Königinnen aus europäischer Abstammung und Drohnen dominanter, wild lebender Bienenvölker afrikanischer Abstammung. Sowohl diese Hybride als auch nur die wild lebenden Bienen werden wegen ihrer Angriffslust oft auch als Killerbienen bezeichnet.
Die Honigbiene war sowohl in Nord- als auch in Mittel- und Südamerika vor der Ankunft der Europäer nicht heimisch. Trotzdem wurde von den Ureinwohnern, z. B. den Maya, Honig gewonnen. Dieser stammte von Stachellosen Bienen (Meliponini), die deutlich weniger Honig als Honigbienen produzieren. Im Zuge der Kolonisierung wurden europäische Honigbienen, meist deutsche oder italienische Honigbienen-Unterarten, eingeführt, die jedoch nicht so gut mit dem tropischen Klima zurechtkamen. Deshalb versuchte man in den 1950er-Jahren durch die Einkreuzung afrikanischer Honigbienen die Leistungsfähigkeit zu erhöhen.

## Geschichte

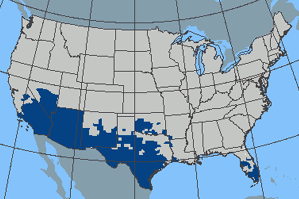
Ausbreitung der Afrikanisierten Honigbiene in den USA, Stand 2005

Der Bienenzüchter Warwick Kerr fuhr im Rahmen seiner Bienenforschung 1955 nach Afrika und brachte deshalb auf Wunsch des brasilianischen Agrarministeriums im Folgejahr insgesamt 47 afrikanische Königinnen der Ostafrikanischen Hochlandbiene (Apis mellifera scutellata) aus Johannesburg nach Rio Claro in Brasilien, das etwa auf 22° südlicher Breite liegt, um durch Kreuzung mit den dortigen Bienen europäischer Herkunft leistungsfähigere Honigbienen zu erhalten. 1957 entkamen durch Fahrlässigkeit 26 Schwärme mit afrikanischen Königinnen. Mitschuld daran war ein zuvor nicht korrekt instruierter Angestellter, der das Gitter am Bienenstock entfernt hatte, welches die Königinnen am Ausflug hätte hindern sollen. Entgegen der bisherigen Erfahrungen, dass sich Honigbienen in den tropischen Gebieten Brasiliens kaum freilebend etablieren konnten, erwiesen sich die afrikanischen Honigbienen dem tropischen Klima gut gewachsen. Mit Dichten von bis zu 100, wenn auch kleinen Kolonien pro Quadratkilometer, breiteten sie sich mit einer Geschwindigkeit von 300 bis 500 km pro Jahr über den Kontinent aus. Innerhalb von weniger als 40 Jahren waren sie im Süden der USA angekommen.
Dabei kreuzten sich Populationen von afrikanischen Honigbienen mit den vorhandenen, von Imkern gehaltenen europäischen Honigbienenpopulationen. Dies führte nicht dazu, dass die Honigbienenpopulationen durchschnittlich europäischer wurden, sondern dass die afrikanischen Anteile die europäischen Anteile verdrängten, da die Königinnen mit afrikanischem Erbgut etwa einen Tag früher schlüpfen und so eine größere Chance haben, sich durchzusetzen und ein (abgeschwärmtes) Volk zu übernehmen. Neben anderen Unterschieden sind diese afrikanisierten Honigbienenpopulationen auch wesentlich aggressiver gegen Menschen und Tiere als europäische, was ihnen auch den Namen „Killerbienen“ einbrachte, da eine sehr große Zahl von Bienenstichen manchmal tödlich sein kann. Erst in den gemäßigteren Breiten Südamerikas, etwa ab der Höhe von Buenos Aires, bildete sich eine Übergangszone, in der die Honigbienenpopulationen immer europäischer wurden, bis sie schließlich in kühleren Gegenden, ungefähr auf der Höhe der Bahía Blanca (ca. 40° südliche Breite), die dortigen europäischen Honigbienenpopulationen nicht mehr afrikanisieren konnten. In den nördlicheren Breiten der USA und in Europa dürften diese afrikanisierten Honigbienenpopulationen wenig Chancen zur Ausbreitung haben, da die Winter zu kalt sind und sie den europäischen unterlegen wären.

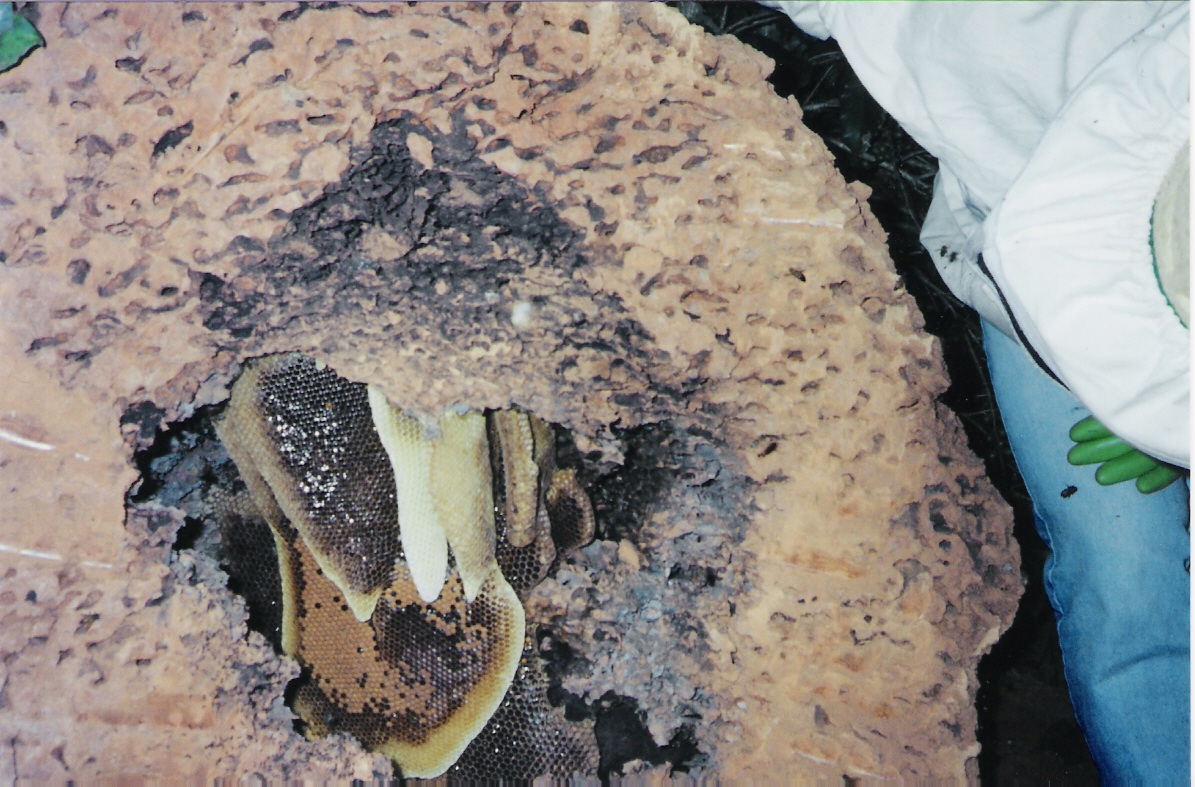
Nest von verwilderten Honigbienen in Viçosa (Minas Gerais, Brasilien) – von oben, neben Imker

Kerr konnte 1965 durch Einkreuzen von harmloseren afrikanischen Honigbienen die Aggressivität nach eigenen Angaben herauszüchten, aber gleichzeitig betont er, dass es die Imker gewesen seien, die keine europäischen Honigbienen mehr hätten haben wollen, da die afrikanisierten Honigbienen pro Volk 60 bis 80 Kilogramm Honig im Jahr produzieren, was der vierfachen Produktion von europäischen Honigbienen entspricht.
Im Jahr 2005 räumte Kerr ein, dass in Brasilien früher im Schnitt jährlich 25 Menschen nach Bienenstichen verstarben. Nach den Bienenzüchtungen mit der „afrikanisierten Biene“ stieg die Zahl auf 195. Die Zahl soll durch Einkreuzung weniger aggressiver Tiere aber wieder etwas gesunken sein. Die afrikanisierten Honigbienen siedeln jedoch auch als wilde Hybridpopulationen oder als ferale Völker, wobei die Aggressivität unterschiedlich ist und nicht wie in der Zucht kontrolliert werden kann. Der Unterschied der afrikanischen Honigbienen gegenüber anderen Unterarten der Honigbienen besteht darin, dass bei einer Bedrohung fast alle Bienen des Volkes angreifen, statt wie üblich nur eine kleine Anzahl von Tieren. Auch verfolgen die afrikanischen Honigbienen ihre Opfer hartnäckig. Hierdurch kann sehr leicht die Schwelle von etwa 500 Stichen erreicht werden, bei der bereits ein Kind getötet werden kann, bei Erwachsenen wird es ab ca. 1000 Stichen kritisch.

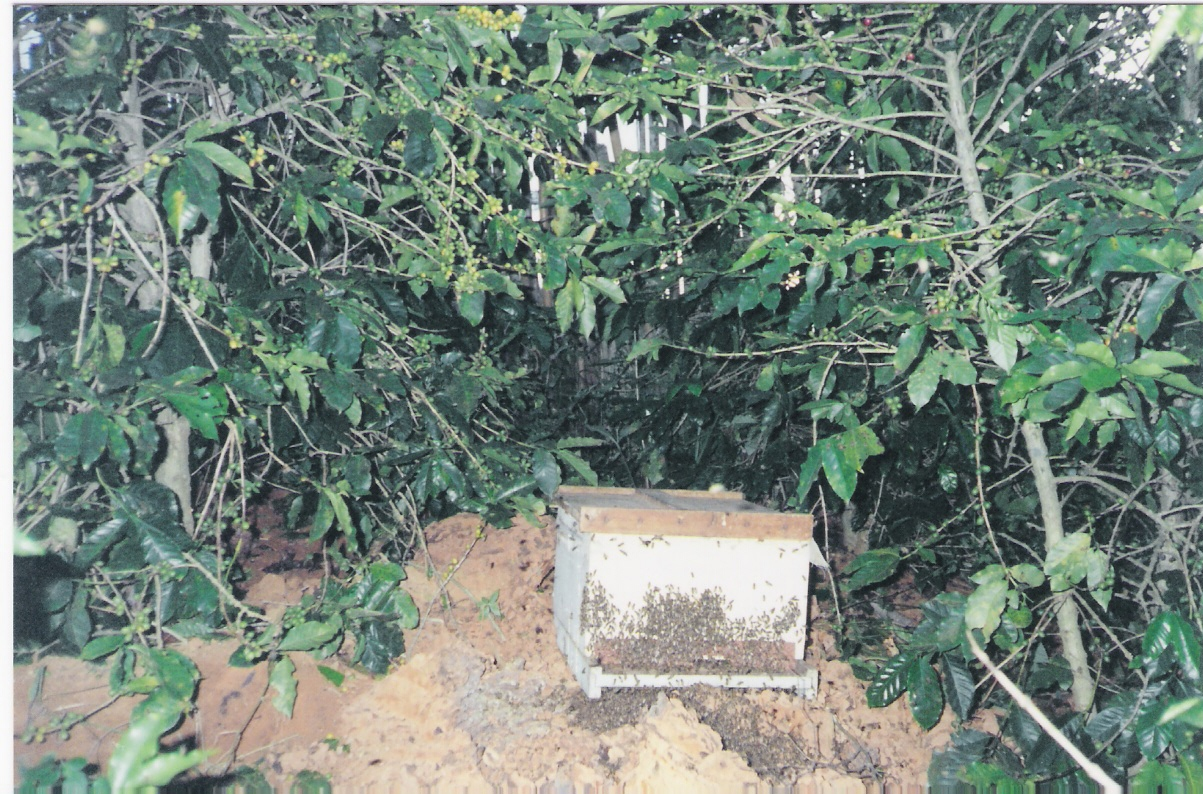
In eine Magazin-Beute umgesetztes Wildvolk (Bild s. weiter oben) der Afrikanisierten Honigbiene

Auf die Frage, ob er die Kreuzung noch einmal vornehmen würde, antwortete Kerr, dass die Forscher seinerzeit zu allen Bienenkongressen fahren und den Menschen erklären mussten, dass sie mehr Wert auf Schutzkleidung (insbesondere Handschuhe) legen sollten; bei weiteren Züchtungen ließen sich schließlich die aggressivsten Linien aussortieren. Und man dürfe nicht vergessen, dass Brasilien durch seine Züchtungen bei der Honigproduktion weltweit an dritter Stelle stünde, was für den armen Nordosten Brasiliens eine wichtige Neuerung bedeute. Er bekräftigte aber dann, dass er die Züchtung in dieser Form heute nicht mehr so durchführen würde.
Kerr geht davon aus, dass das sich aus der Züchtung ergebende Problem, ähnlich wie bei Haiunfällen, übertrieben dargestellt werde: „Wir haben in Brasilien jährlich knapp 200 Tote durch unsere Bienen. Auf einer bestimmten Straße in São Paulo sind es fünfmal so viele Verkehrstote.“

## Imkerliche Nutzung

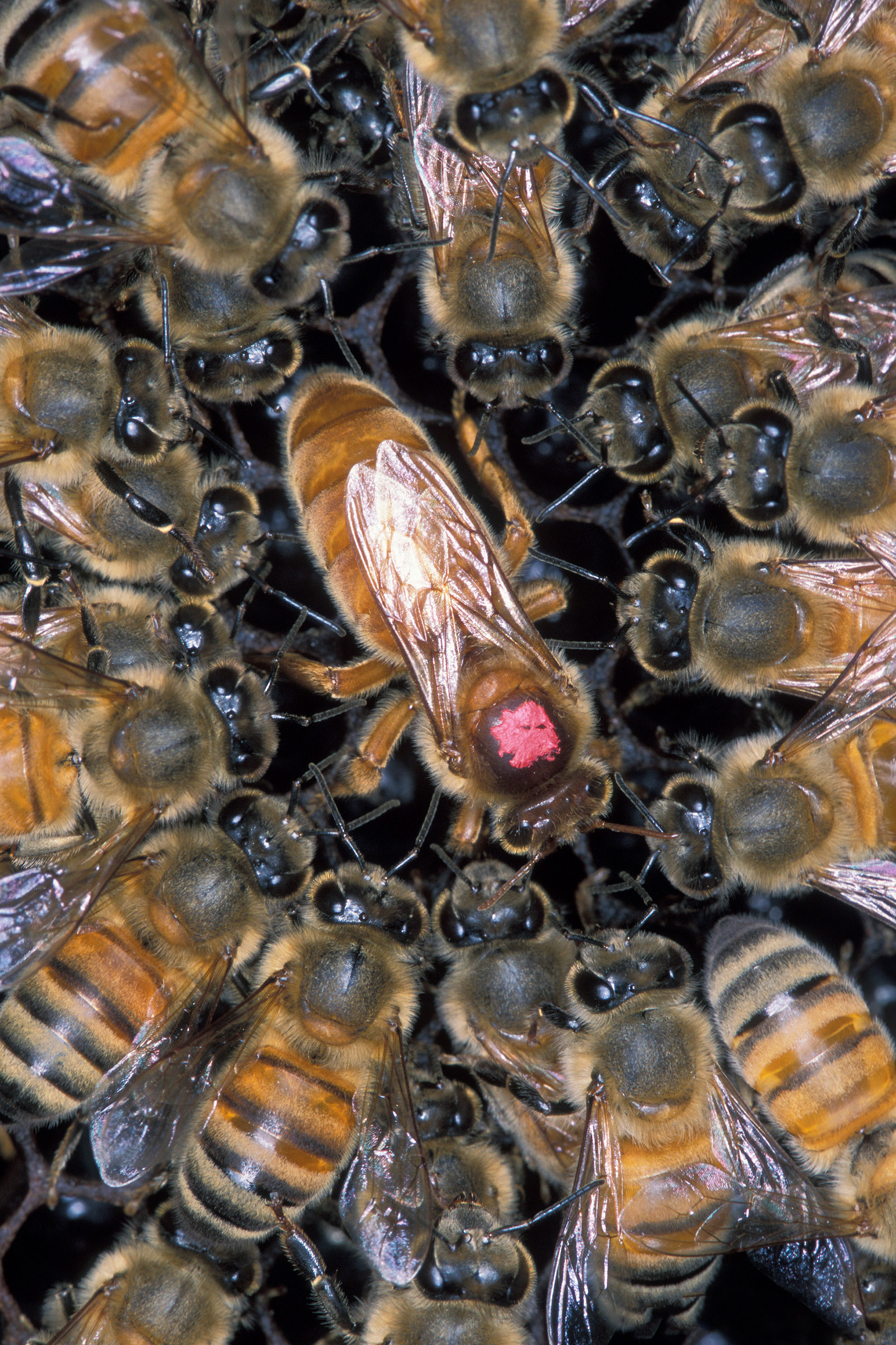
Afrikanisierte Honigbienen, die eine europäische Bienenkönigin umringen, die mit einem rosafarbenen Punkt zur Identifikation markiert ist

Die Imker Südamerikas haben sich aus wirtschaftlichen Gründen auf die Afrikanisierte Honigbiene eingestellt; sie bringt sehr gute Honigerträge. In Gebieten mit afrikanisierten Honigbienen setzen Imker gezüchtete Königinnen der volksstarken, sanften Italienischen Honigbiene, eine Unterart der Westlichen Honigbiene (Apis mellifera), in ihre Völker ein (Einweiselung). In der zweiten Generation (F2) sind diese eingeweiselten Völker meist mit den afrikanisierten Honigbienen hybridisiert, worauf erneut mit gezüchteten Bienenköniginnen eingeweiselt wird.
Zum leichteren Bearbeiten der Bienenvölker werden bestimmte Tageszeiten genutzt, in denen besonders viele der wehrhaften Sammlerinnen unterwegs sind. Dies ist hauptsächlich der frühe Vormittag. Im Gegensatz zu den meisten anderen von Imkern gehaltenen europäischen Honigbienen ist eine komplette Schutzbekleidung (Schleier, Anzug, Handschuhe) erforderlich.

## Mögliche ökologische Einflüsse
Die Einbürgerung und Ausbreitung der Afrikanisierten Honigbiene in Amerika weckte Befürchtungen, dass es neben den direkten Auswirkungen auf den Menschen auch zu ökologischen Schäden kommen könnte, da Amerika über keine autochthonen Honigbienen verfügt. In vielen Publikationen wurde ein starker Einfluss auf die natürliche Bestäubergemeinschaft spekuliert. Insbesondere wurde eine Verdrängung der autochthonen amerikanischen Stachellosen Bienen erwartet. Nach neueren Untersuchungen sind solche Folgen ausgeblieben. Bei der Wahl des Nistplatzes und der Blütenwahl sind die oben genannten unterschiedlichen Bienenarten zu spezifisch in ihren Ansprüchen, als dass es zu Verdrängungen kommen könnte. In direkten Interaktionen auf den Blüten sind sogar die amerikanischen stachellosen Meliponini in der Regel aggressiver und konkurrenzüberlegen.

## Belege
1. ↑  M. K. O’Malley, J. D. Ellis, C. M. Zettel Nalen: Differences Between European and African Honey Bees, University of Florida.
2. ↑  Herbert Cerutti: Warum killen Killerbienen? In: NZZ. 1. April 1999, abgerufen am 14. März 2022.
3. ↑  Robin F. A. Moritz, Stephan Härtel, Peter Neumann (2005): Global invasions of the western honeybee (Apis mellifera) and the consequences for biodiversity. In: Ecoscience. Band 12, Nr. 3, 2005, S. 289–301. doi:10.2980/i1195-6860-12-3-289.1.